# Tendaguria tanzaniensis
Tendaguria tanzaniensis es la única especie conocida del género extinto Tendaguria ("de Tendaguru") de dinosaurio saurópodo turiasauriano que vivió a finales del período Jurásico, hace aproximadamente 152 millones de años, en el Kimmeridgiense, en lo que es hoy África.

## Descripción
Tendaguria medía aproximadamente 20 metros de largo y 6 de alto, con un peso estimado de 30 toneladas. Sus vértebras son diferentes a la de los otros saurópodos, con un proceso neural muy bajo y grandes procesos laterales. El espécimen fue encontrado en Tanzania, a 15 kilómetros de la colina Tendaguru probablemente en el Lecho Sauriano Superior, Formación Tendaguru, Jurásico Superior. Conocido por dos vértebras, estas son opistocelas y difiere de las de otros saurópodos conocidos en que sus espinas neurales dorsales son muy bajas, casi inexistentes, que no son cuerpos distintos del hueso, no se levantan sobre los alrededores del arco de los nervios y son continuas con procesos transversales. Tendaguria es un saurópodo altamente derivado, en el que la musculatura axial ha cambiado de posición probablemente a la superficie dorsal de los procesos transversales; su relación con otros saurópodos no es clara pero una vértebra cervical atribuida a Tendaguria tiene algunas semejanzas con Camarasaurus.

## Descubrimiento e investigación
En 1911, el geólogo alemán Wilhelm Bornhardt en Nambango, en el este de África alemán, descubrió dos vértebras de saurópodo, a quince kilómetros al sureste de la colina de Tendaguru. Estos fueron descritos por Werner Janensch en 1929 pero no nombrados. En un primer momento se lo incluyó en Janenschia robusta, pero posteriormente fue asignado en un género propio en el 2000. Los hallazgos fueron nombrados formalmente por José Fernando Bonaparte, Wolf-Dieter Heinrich y Rupert Wild en 2000. La especie tipo es Tendaguria tanzaniensis, el nombre genérico hace referencia al Tendaguru, la zona de las grandes expediciones paleontológicas alemanas entre 1909 y 1912, el nombre específico es debido a Tanzania, país donde se recolectó el holotipo. El territorio de la actual Tanzania coincide en gran medida con el de la antigua África Oriental Alemana.
El espécimen tipo consta de dos sintipos , MB.R.2092.1, conocido como NB4, y MB.R.2092.2 , NB5, probablemente descubiertos en el Lecho Saurio Superior de la Serie Tendaguru, que data del Jurásico Superior, en el  Titoniense. Los especímenes son dos vértebras dorsales anteriores, parte de la colección del Museo de Historia Natural de Berlín. Probablemente pertenecen al mismo individuo, habiéndose encontrado a poca distancia el una del otra.

## Clasificación
Debido a su morfología única, Tendaguria no pudo ser clasificado en su descripción original, en la cual los autores lo situaron solamente como un Sauropoda incertae sedis, aunque también crearon una familia para este, Tendaguriidae. Muestra una mezcla de rasgos derivados y basales, indicando una posición tanto por fuera como por dentro de Neosauropoda. Una vértebra cervical atribuida a Tendaguria debido a que posee una espina neural baja similar muestra algunas similitudes con Camarasaurus. En 2014 fue incluido en un cladograma generado en la redescripción de Diamantinasaurus, en donde fue situado como el taxón hermano de Wintonotitan dentro de Somphospondyli. Mannion et al. en 2013 los colocarón en Eusauropoda y en 2019 lo asignaron a Turiasauria basándose en la anatomía comparada y un análisis filogenético donde se recupera como el taxón hermano de Moabosaurus dentro de este último clado.